# Kleparz

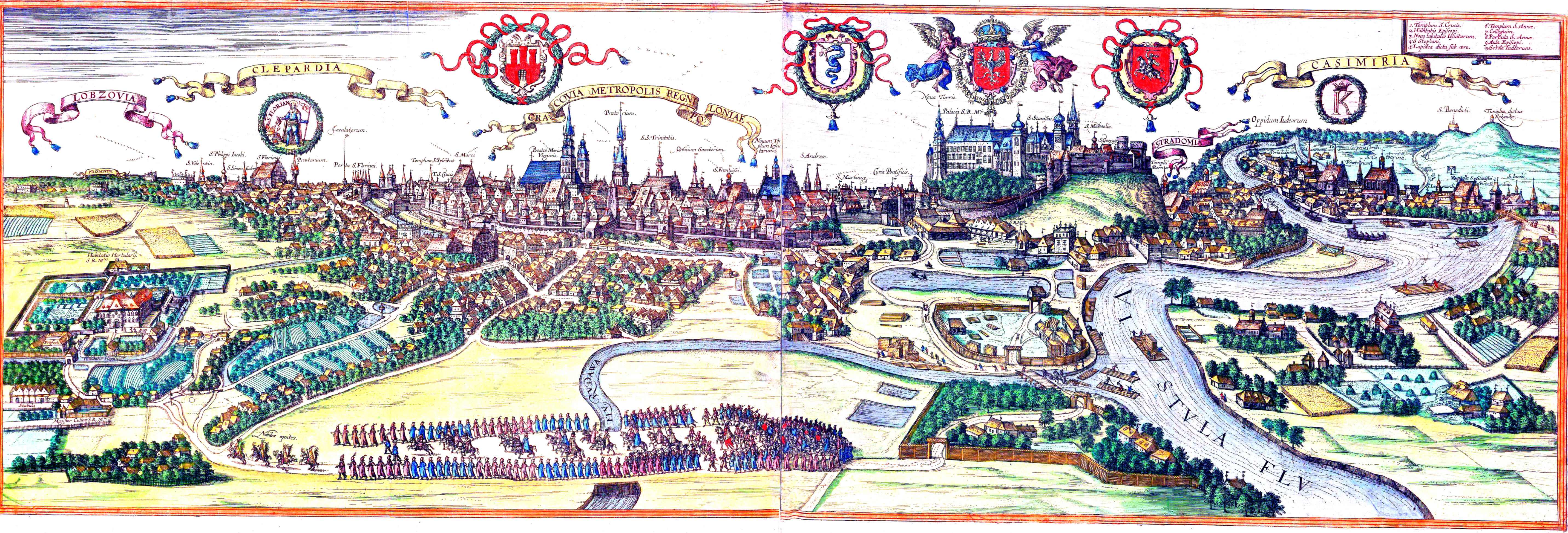
Clepardia, links, im Jahr 1618

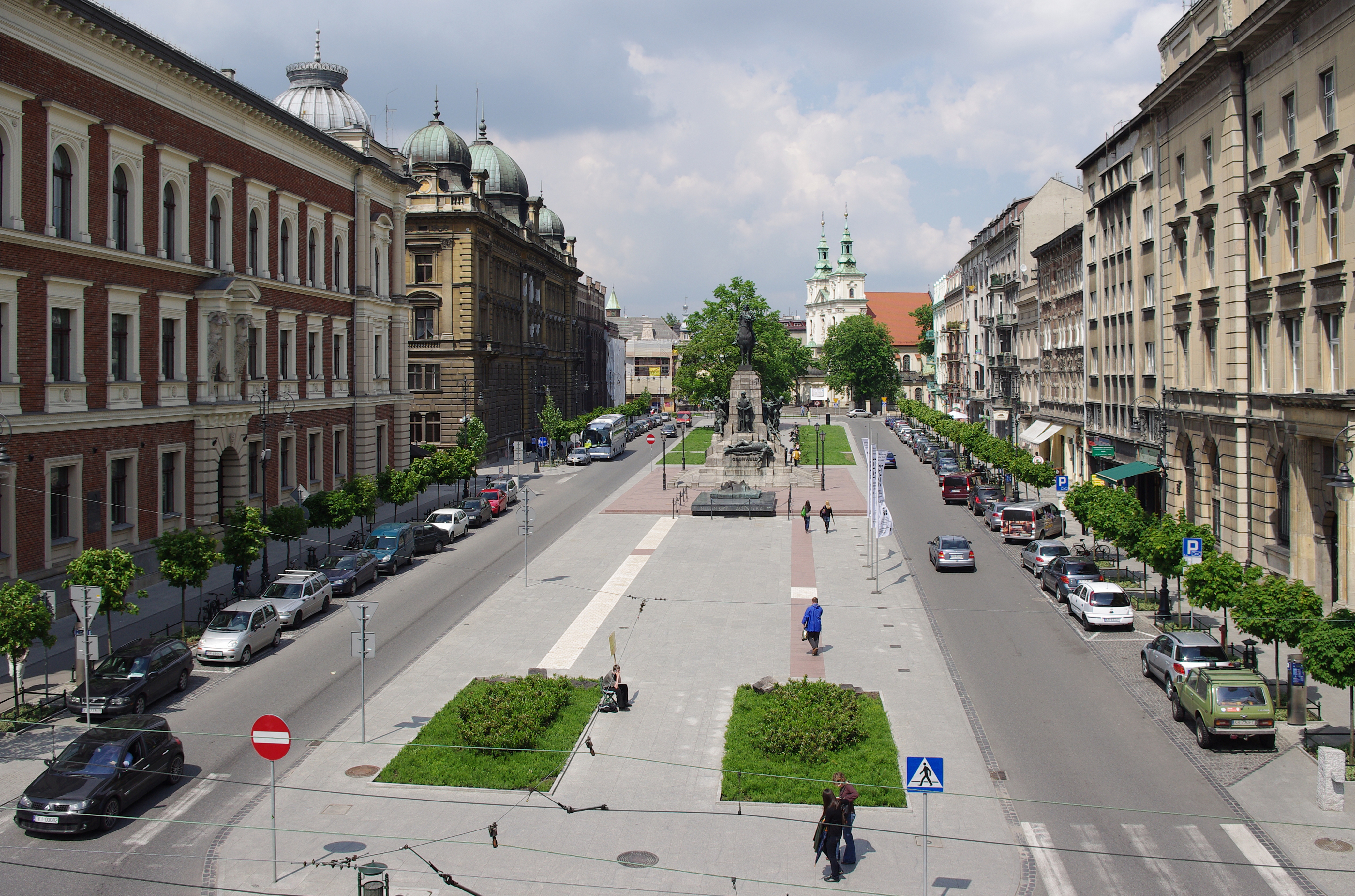
Jan-Matejko-Platz

Kleparz ist ein Stadtteil von Krakau in Polen. Er liegt im nördlichen Teil des Verwaltungsbezirks Altstadt.

## Geschichte
Der Ort entwickelte sich um die in den Jahren 1185 bis 1216 errichtete Florianikirche, vor der Stadtmauer der Krakauer Altstadt. Unter dem König Władysław I. Ellenlang wurde er wahrscheinlich als Alta Civitas erwähnt, danach als Florencja (1358: in Florentia, hoc est circa sanctum Florianum), nach dem Muster der italienischen Stadt Florenz, benannt. Unter diesem Namen wurde er 1366 formell nach Magdeburger Recht von Kasimir dem Großen gegründet. Im Jahr 1389 erschien der heutige Name als Clapers, danach Klepars (1392), Florencia alias Kleparz (1404), Clepardia (lateinisch, 1542). Der Name Kleparz ist entweder vom Personennamen Klepar (= deutsch Klepper) mit dem Suffix -jь, oder vom Appellativ kleparz (Pferdemarkt) abgeleitet.
Die Stadt mit eigenem Markt, aber außerhalb der Krakauer Stadtmauer, wurde oft von Bränden (1476, 1528, 1755) oder Angriffen (1587 Österreichern, 1655 Schweden, 1768 Russen) zerstört und wurde zu einer verarmten Vorstadt. 1792 wurde Kleparz vom Vierjährigen Sejm nach Krakau eingemeindet, zwei Jahre später verlor der Ort das Stadtrecht. Der Städtebau von Kleparz änderte sich erst in der zweiten Hälfte des 19. Jahrhunderts, z. B. wurde in den Jahren 1879 bis 1880 das große Gebäude der Akademie der Bildenden Künste Krakau errichtet. 1910 wurde das Grunwalddenkmal feierlich vor ca. 150.000 Besuchern eingeweiht.
Im Jahr 1921 hatte Kleparz 441 Gebäude mit 11.406 Einwohnern, davon die Mehrheit polnischer Nationalität (10.345) und römisch-katholisch (11.033), außerdem zählte die größte Minderheit der Juden 922.